# ASP.NET Core
ASP.NET Core(ASP.NET 코어)는 오픈 소스 모듈식 웹 애플리케이션 프레임워크이다. 이는 이전에 분리된 ASP.NET MVC와 ASP.NET 웹 API를 단일 프로그래밍 모델로 통합한 ASP.NET의 재설계이다. 새로운 웹 스택을 기반으로 구축된 새로운 프레임워크임에도 불구하고 ASP.NET과 높은 수준의 개념 호환성을 갖추고 있다. ASP.NET Core 프레임워크는 병렬 버전 관리를 지원하므로 단일 컴퓨터에서 개발 중인 다양한 애플리케이션이 다양한 버전의 ASP.NET Core를 대상으로 할 수 있다. 이전 버전의 ASP.NET에서는 이것이 불가능했다. ASP.NET Core는 처음에 윈도우 전용 닷넷 프레임워크와 크로스 플랫폼 .NET 모두에서 실행되었다. 그러나 닷넷 프레임워크에 대한 지원은 ASP.Net Core 3.0부터 중단되었다.
블레이저(Blazor)는 웹어셈블리를 지원하는 최신(선택적) 구성 요소이며 버전 5.0부터 일부 이전 웹 브라우저에 대한 지원이 중단되었다. 블레이저를 사용할 때 현재 마이크로소프트 엣지는 작동하지만 레거시 버전(예: "Microsoft Edge Legacy" 및 Internet Explorer 11)은 지원되지 않는다.

## 같이 보기
- 모노 (소프트웨어)
- 비주얼 스튜디오 코드